# Рабе фон Папенхайм
Рабе фон Папенхайм (на немски: Rabe von Papenheim, Ritter; † сл. 1266) е рицар от фамилията „Рабе фон Папенхайм“ при Варбург в Източна Вестфалия („Рабе“ на български е гарван). Родът Рабе фон Папенхайм не трябва да се бърка с франкските имперските наследствени маршали фон Папенхайм, с които не са роднини.

## Произход и наследство
Той е син на Рабе Папенхайм († сл. 1224) и съпругата му фон Веледе. Внук е на Лудолф фон Папенхайм († сл. 1198) и племенник на Лудолф фон Папенхайм († сл. 1224). Брат е на Гертруда фон Папенхайм († сл. 1262), омъжена за Дитрих фон Хорхузен († сл. 1273), и на Юта фон Папенхайм († сл. 1259), омъжена за Херман I фон Шпигел († сл. 1259).
Първият от рода Рабе фон Папенхайм в документи е през 1106 г. Раве де Папенхайм, miles (на латински: рицар). От края на 12 век господарите Рабе фон Папенхайм стават наследствени трушсес на манастир Корвей. Линиите „цу Либенау и Щамен“ съществуват и днес като стар хесенски рицарски род.

## Фамилия
Рабе фон Папенхайм се жени за Кунигунда фон Амелунксен († сл. 1268), дъщеря на рицар Херболд II фон Амелунксен († сл. 1245). Те имат шест деца:
- Херболд фон Папенхайм († сл. 1254), рицар, женен I. за Регелиндис фон Маршал († сл. 1249), II. Агнес († сл. 1260)
- Рабанус фон Папенхайм († сл. 1306), рицар, женен I. за фон Бракел, II. 1265 г. за фон Итер-Каленберг
- Берта фон Папенхайм, омъжена за рицар Герхард фон Динкелбург († сл. 1286)
- София фон Папенхайм
- Конрад фон Папенхайм († сл. 1317), рицар, женен I. за Аделхайд фон Далвигк († 1282), II. за Мехтилд фон Шьоненберг († сл. 1305/сл. 1317)
- Рабе фон Папенхайм († сл. 1295), рицар, женен за Елизабет фон Ешеберг († пр.1302), родители на линията „фон Папенхайм и фон Каленберг“